# Векторна база даних
Систе́ма керува́ння ве́кторними ба́зами да́них (СКВБД, англ. vector database management system, VDBMS) або просто ве́кторна ба́за да́них (англ. vector database) чи ве́кторне схо́вище (англ. vector store) — це база даних, яка може зберігати вектори (списки чисел фіксованої довжини), разом з іншими елементами даних. Векторні бази даних зазвичай втілюють один або декілька алгоритмів наближено найближчих сусідів (ННС, англ. Approximate Nearest Neighbor, ANN),, що дає можливість здійснювати пошук базою даних за допомогою вектора запиту, знаходячи найближчі відповідні записи бази даних.
Вектори є математичними поданнями даних у високовимірному просторі. У цьому просторі кожен вимір відповідає ознаці даних, і для подання складних даних можна використовувати десятки тисяч вимірів. Положення вектора в цьому просторі подає його характеристики. Векторизувати можливо слова, фрази, цілі документи, зображення, звуки та інші типи даних.
Ці вектори ознак можна обчислювати з сирих даних за допомогою методів машинного навчання, таких як алгоритми виділяння ознак, вкладання слів чи мережі глибокого навчання. Мета — щоби семантично подібні елементи даних отримували близькі один до одного вектори ознак.
Векторні бази даних можливо використовувати для пошуку за подібністю, мультимодального пошуку, рекомендаційних рушіїв, великих мовних моделей (ВММ) тощо.
Векторні бази даних також використовують для втілювання доповненого пошуком породжування (англ. Retrieval-Augmented Generation, RAG), методу покращення залежних від предметної області відповідей великих мовних моделей. Збирають текстові документи, що описують предметну область, і для кожного документа обчислюють вектор ознак (відомий як «вкладення»), зазвичай за допомогою мережі глибокого навчання, та зберігають у векторній базі даних. На основі запиту користувача обчислюють вектор ознак запиту, і роблять запит до бази даних для отримання найвідповідніших документів. Відтак ці документи автоматично додають до контекстного вікна великої мовної моделі, і велика мовна модель створює відповідь на запит, враховуючи цей контекст.

## Перелік векторних баз даних
| назва                                     | ліцензія                                                  |
| ----------------------------------------- | --------------------------------------------------------- |
| Apache Cassandra                          | Apache License 2.0                                        |
| Azure Cosmos DB Vector Database Extension | н/д (керована послуга)                                    |
| LlamaIndex                                | MIT License                                               |
| Milvus                                    | Apache License 2.0                                        |
| MongoDB Atlas                             | н/д (керована послуга)                                    |
| Couchbase                                 | невідома (попередній перегляд)                            |
| Pinecone                                  | закритий первинний код                                    |
| Redis Cloud                               | керована послуга, Redis Source Available License          |
| Postgres з pgvector                       | PostgreSQL License                                        |
| Qdrant                                    | Apache License 2.0                                        |
| Weaviate                                  | BSD 3-Clause                                              |
| Chroma                                    | Apache License 2.0                                        |
| Elasticsearch                             | Server Side Public License, Elastic License               |
| Vespa                                     | Apache License 2.0                                        |
| SurrealDB                                 | Business Source License та Apache License (після 4 років) |